# Keilblattgewächse
Die Keilblattgewächse, deren lateinische Bezeichnung Sphenophyllales lautet, sind eine ausgestorbene Ordnung der Equisetopsida innerhalb der Farne, deren Fossilien erstmals in Gesteinen des späten Devon zu finden sind und die in Mitteleuropa am Ende des Rotliegend im letzten Viertel des Systems des Perm ausstarben.

## Beschreibung

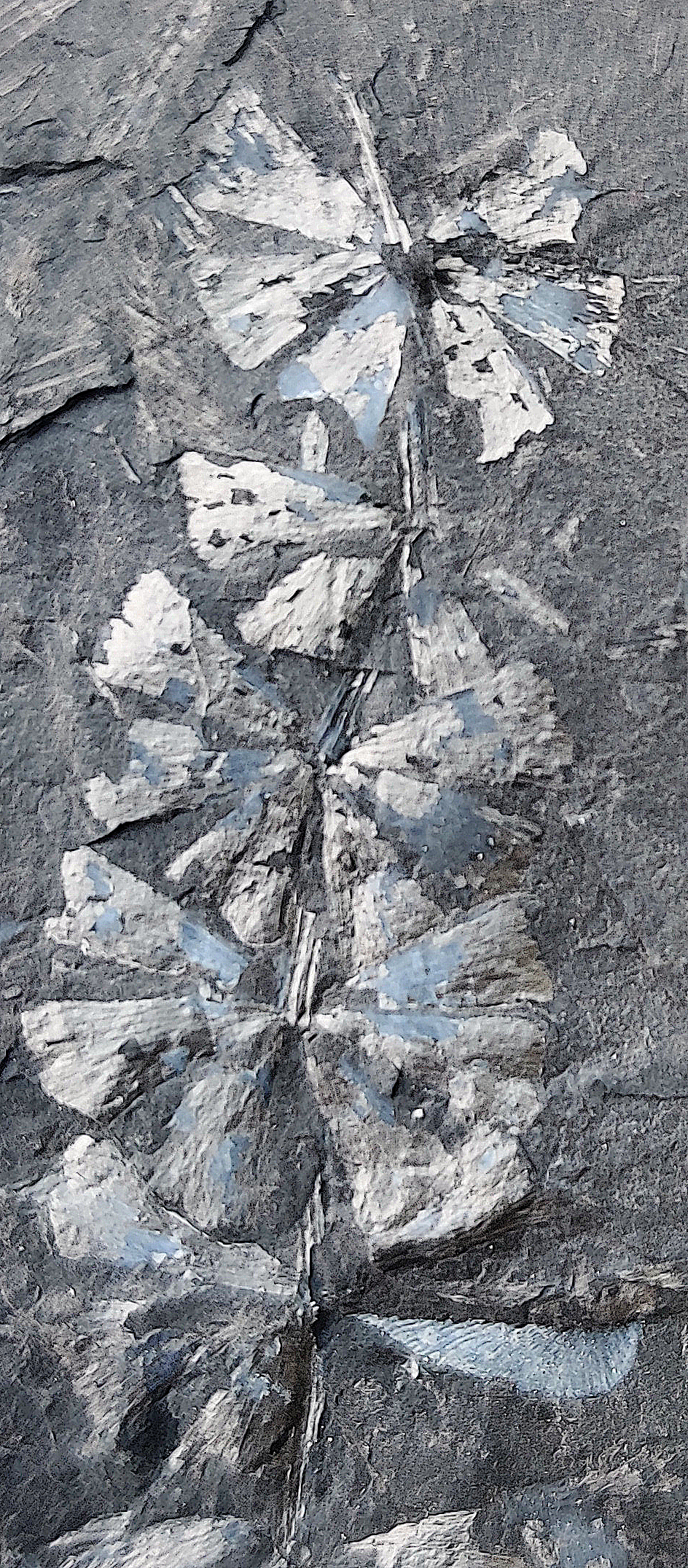
Stängel eines Exemplars der Art Spenophyllum cuneifolium, Bergbauhalde am Piesberg bei Osnabrück, Westfalium D.

Keilblattgewächse waren ausdauernde krautige Pflanzen mit einem dünnen, längsgerieften Stängel, der auch Seitentriebe ausbildete. Der Stängel erreichte eine maximale Dicke von ungefähr 5 Millimetern. Wie bei der Schwester-Gattung der Schachtelhalme war dieser in Glieder unterteilt, die nicht länger als 2 cm wurden und die im Vergleich zu den Verbindungsstellen (Nodien) schwach eingebuchtet waren. An den Nodien der Glieder trugen die Keilblattgewächse Wirtel mit keilförmigen Blättchen, deren Zahl immer ein Vielfaches von drei (meist sechs oder neun, bis maximal zwölf) betrug. Die Wuchshöhe der Pflanzen betrug in etwa einen Meter.
Die Sporangien (Sporenblätter) der Keilblattgewächse bildeten sich als Ähren bzw. Zapfen an der Spitze der Stängel nach Erreichung eines adulten Wachstumsstadiums.
Die Form der Blättchen variierte von ungeteilten hin zu stark zerschlitzten Formen. Ältere Arten der Keilblattgewächse besaßen nur zerschlitzte Blätter, während neuere Arten ab dem Oberkarbon an jungen Wachstumstrieben unzerschlitzte Blätter besaßen, die sich in späteren Wachstumsphasen zerteilten. (→Blattpolymorphismus) Aufgrund dieser Eigenschaft wurden die Keilblattgewächse zunächst für Wasserpflanzen gehalten. (→Gewöhnlicher Wasserhahnenfuß) Aufgrund des Fehlens von Durchlüftungsräumen wurde diese Theorie später verworfen. Die Blattform der späten Arten aus dem Stefanium und dem Perm war größer als die der älteren Arten.
Man nimmt heute an, dass Keilblattgewächse beispielsweise in Reinbeständen, vergleichbar mit heutigen Wiesen, wuchsen. Auch eine Lebensweise als kleine lianenartige Gewächse oder Spreizklimmer ist für die Keilblattgewächse denkbar.

## Vorzeitliche Lebensräume
Keilblattgewächse gediehen während des frühen Karbon vor 359 bis 345 Millionen Jahren in den vorzeitlichen Lebensräumen der immer beregneten tropischen, der sommerberegneten tropischen und der warm temperierten Vegetationszone. In polaren kalten Regionen und in subtropischen Wüsten kamen sie nicht vor.
Im späten Karbon vor 308 bis 299 Millionen Jahren beschränkte sich der Lebensraum der Keilblattgewächse auf die immer beregneten tropischen Vegetationszonen, um sich im mittleren Perm vor 270 bis 260 Millionen Jahren nach der Bildung des Superkontinents Pangaea wieder auf die warm temperierten Klimazonen auszudehnen. In jüngeren Gesteinsschichten des Perm sind Keilblattgewächse generell nur noch selten zu finden.

## Forschungsgeschichte
Der Naturforscher und Begründer der Paläobotanik Kaspar Maria von Sternberg beschrieb im Jahr 1823 die Arten Spenophyllum emarginatum und Spenophyllum cuneifolium unter anderem Namen aus Fossilien des Karbon Tschechiens. Die heute unter der Gattung Sphenophyllales zusammengefassten Pflanzen gehören somit zu den am längsten bekannten, wissenschaftlich beschriebenen Urweltpflanzen. Die Ordnung der Sphenophyllales wurde zuerst vom britischen Botaniker und Geologen Albert Charles Seward im Jahr 1898 definiert.

## Arten

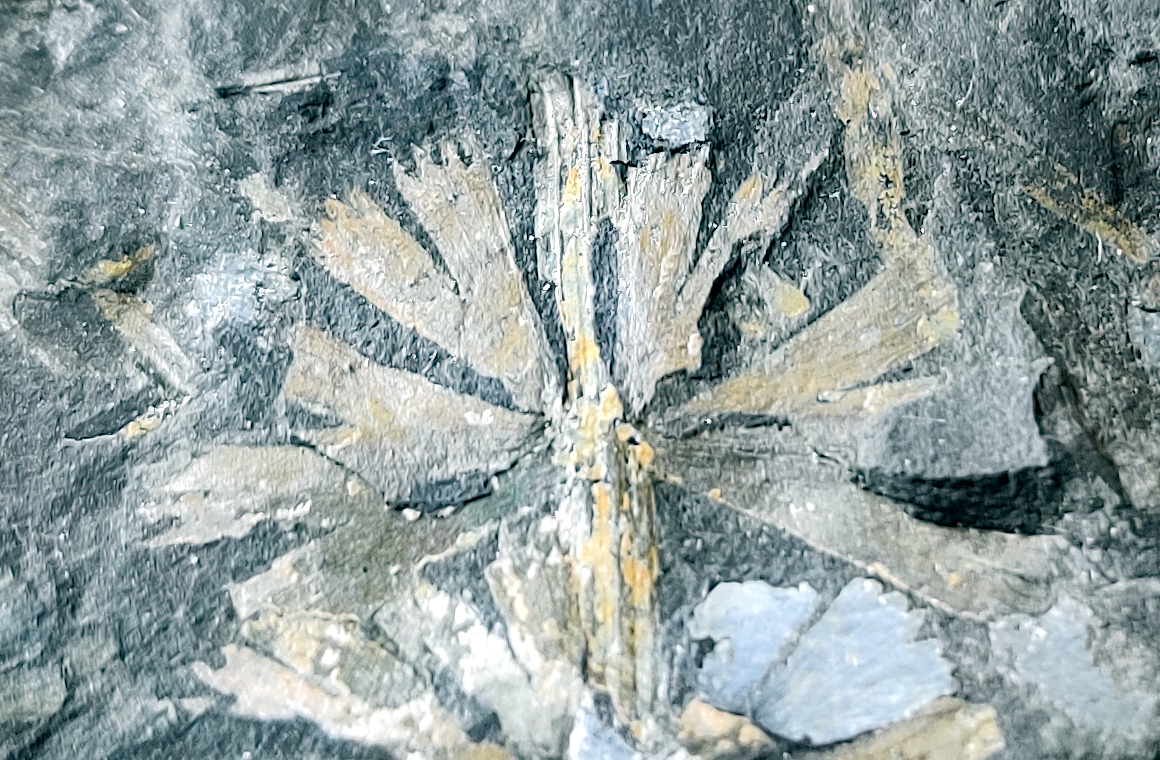
Detail des Blattwirbels der Art Spenophyllum cuneifolium, deutlich zu erkennen sind die drei Leitbündel des Stengels

Die nachfolgende Liste ist nicht abschließend und beschränkt sich auf die in Mitteleuropa vorkommenden Arten.
- Spenophyllum tenerrimum (Unterkarbon und Oberkarbon: Namurium A)
- Spenophyllum cuneifolium (Oberkarbon: Namurium B bis Westfalium D) (→Piesberg)
- Spenophyllum myriophyllum (Oberkarbon: Westfalium A und B)
- Spenophyllum emarginatum (Oberkarbon: Westfalium B bis D)
- Spenophyllum majus (Oberkarbon: Westfalium C und D)
- Spenophyllum longifolium (Oberkarbon: Westfalium D und Stefanium)
- Spenophyllum verticillatum (Oberkarbon: Stefanium)
- Spenophyllum angustifolium (Oberkarbon: Stefanium, Perm: unteres Rotliegend) (→Pramollo-Gruppe)
- Spenophyllum oblongifolium (Oberkarbon: Stefanium, Perm: Rotliegend)
- Spenophyllum thoni (Perm: Rotliegend)
- Lilpopia crockensis (Perm: unteres Rotliegend)
- Lilpopia raciborskii (Perm: Rotliegend)